# 카이사르 암호

카이사르 암호는 각각의 알파벳을 일정한 거리만큼 밀어 글자를 치환하는 방식으로 암호화한다. 위 예제에서는 3글자씩 밀어서 암호화하기 때문에 B는 E로 치환된다.

카이사르 암호(Caesar cipher) 또는 시저 암호는 암호학에서 다루는 간단한 치환암호의 일종이다. 실제로 로마의 황제 카이사르는 이 카이사르 암호를 사용하기도 했다. 카이사르 암호는 암호화하고자 하는 내용을 알파벳별로 일정한 거리만큼 밀어서 다른 알파벳으로 치환하는 방식이다. 예를 들어 3글자씩 밀어내는 카이사르 암호로 'COME TO ROME'을 암호화하면 'FRPH WR URPH'가 된다. 여기서 밀어내는 글자 수는 암호를 보내는 사람과 함께 정해 더 어려운 암호를 만들 수 있다. 이런 카이사르 암호는 순환암호라고 한다. 예를 들어 위의 카이사르 암호로 'RUSQHUVKBVEHQIIQIYDQJEH'라는 암호를 받았을 경우, 해독하면BECAREFULFORASSASINATOR, 암살자를 조심하라는 뜻이 된다.
카이사르 암호는 약 기원전 100년경에 만들어져 로마의 장군인 카이사르가 동맹군들과 소통하기 위해 만든 암호이다
카이사르 암호는 단순하고 간단하여 일반인도 쉽게 사용할 수 있지만, 철자의 빈도와 자주 사용되는 단어와 형태를 이용하면 쉽게 풀 수 있다는 단점이 있다.
함께
- ROT13